# SN 2007bf
SN 2007bf – supernowa typu II-P odkryta 8 kwietnia 2007 roku w galaktyce UGC 9121. W momencie odkrycia miała maksymalną jasność 17,80m.